# Барановка (Верхньокамський район)
Бара́новка (рос. Барановка) — селище у складі Верхньокамського району Кіровської області, Росія. Входить до складу Кірсинського міського поселення.

## Населення
Населення становить 88 осіб (2010, 254 у 2002).
Національний склад станом на 2002 рік — росіяни 89 %.

## Історія
Селище було засноване 1951 року і назване не честь конструктора Баранової, яка складала генеральний план селища. 1955 року тут були збудовані сплавна контора та невеликий цегляний завод, 1956 року — медпункт та клуб, 1957 року — дитячий садок та двоповерхова школа. Тоді у селищі проживало до 1 тисячі осіб. 1959 року селища стало центром Барановської сільради, куди увійшло також селища Чернігівський. 1963 року сплавну контору та цегляний завод закрили, але почав працювати лісгосп. 1977 року в клубі відкрилась бібліотека.